# Isabel de Borgoña
Isabel de Borgoña (1270 – agosto de 1323), señora de Vieux-Château, fue la segunda y última reina consorte de Rodolfo I de Habsburgo.

## Familia
Isabel era la segunda hija de Hugo IV, duque de Borgoña y su segunda esposa Beatriz de Champaña.
Sus abuelos maternos fueron Teobaldo I de Navarra, también conde de Champaña, y su tercera esposa Margarita de Borbón, una hija de Archimbaldo VIII de Borbón, señor de Borbón (1216–1242), y de su primera esposa Guigone de Forez.

## Matrimonios
Fue prometida en 1272 a Carlos de Flandes. Él nació en 1266 hijo de Roberto III de Flandes y su primera esposa Blanca de Sicilia. Sus abuelos maternos fueron Carlos I de Sicilia y Beatriz de Provenza. Su prometido murió en 1277.
El 6 de febrero de 1284, Isabel se casó con Rodolfo I de Habsburgo. La novia tenía catorce años de edad y el novio casi sesenta y seis. Parece haber sido más joven que ocho de sus hijastros de su anterior matrimonio con Gertrudis de Hohenburg. Era un año mayor que su hijastra Judit de Habsburgo, su novena hija y esposa de Wenceslao II de Bohemia.
Su matrimonio no tuvo descendencia. Rodolfo murió el 15 de julio de 1291. Le sucedió como duque de Austria sus hijos co-gobernantes Alberto I y Rodolfo II.
Regresó a la corte de Borgoña y se le concedió el título de señora de Vieux-Château el 20 de noviembre de 1294
Tuvo un segundo matrimonio con Pedro IX de Chambly, señor de Neaufles quien murió hacia el año 1319.

## Descendientes
Isabel y Pedro tuvieron, al menos, una hija y a través de ella más descendientes:
- Juana de Chambly, señora de Neauphle-le-Chateau. Se casó primero con Felipe de Vienne, señor de Pagny (1317–1353) y después con Juan de Vergy, señor de Mirebeau.
  - Hugo de Vienne, señor de Pagny (1335–1374), también señor de Choye. Se casó con Enriqueta de Chalon-Auxerre, una hija de Juan II de Chalon, conde de Auxerre.
    - Juan de Vienne, señor de Pagny (m. 1436). Se casó con Enriqueta de Vergy.
    - Enrique de Vienne, señor de Neublans (1365–1429). Se casó con Juana de Gouhenans.
      - Juan de Vienne, señor de Neublans (1390–1430), también señor de Essoyes. Se casó con Enriqueta de Grandson.
        - Gerardo de Vienne, señor de Pagny (m. 1437). Sucedió a su padre como señor de Essoyes en 1430 y a su tío-abuelo Juan de Vienne como señor de Pany en 1436.

      - Juana de Vienne. Se casó con el caballero de Grandson, Guillaume.
        - Simón de Grandson. Se casó con Catalina de Lorena.
          - Helyon de Grandson. Se casó con Avoye de Neufchatel.
            - Benigna de Grandson. Se casó con Francisco de Vienne.
              - Ana de Vienne. Se casó con Luis Motier de La Fayette.
                - Jacqueline Motier de La Fayette. Se casó con Guy de Daillon.
                  - Antonieta de Daillon. Se casó con Filiberto de Gauche.
                    - Ana de la Guiche. Se casó con Enrique de Schomberg, conde de Nanteuil.
                      - Juana Armanda de Schomberg. Se casó con Carlos II de Rohan, duque de Montbazon.
                        - Carlos III de Rohan, duque de Montbazon. Se casó con Carlota Isabel de Cochefilet.
                          - Carlos de Rohan, príncipe de Rohan-Rochefort. Se casó con Leonor Eugenia de Bethisy.
                            - Luisa de Rohan. Se casó con Luis III de Lorena, príncipe de Brionne.
                              - Josefina Teresa de Lorena. Se casó con Víctor Amadeo II de Saboya-Carignano.
                                - Carlos Manuel de Saboya-Carignano. Se casó con la princesa María Cristina de Sajonia.
                                  - Carlos Alberto de Cerdeña. Véase su artículo para más descendientes.

  - Guillermo de Vergy, señor de Mirebeau (m. 1374). Se casó con Inés de Jonvelle, señora de Jonvelle.